# Truita arc de Sant Martí
La truita arc de Sant Martí, truita irisada o truita arc iris (Oncorhynchus mykiss) és un salmònid nadiu dels afluents d'aigua freda de l'oceà Pacífic a Àsia i Amèrica del Nord. La comunament anomenada truita de cap d'acer (Steelhead) és una forma anàdroma de la truita arc de Sant Martí costanera (O. m. irideus) o de la truita de banda vermella (O. m. gairdneri) que torna a l'aigua dolça després de viure dos o tres anys a l'oceà. Les formes d'aigua dolça que s'han introduït als Grans Llacs d'Amèrica del Nord i que emigren als afluents per engendrar també s'anomenen truites de cap d'acer. La truita de cap d'acer és el peix estatal oficial de Washington.

## Morfologia

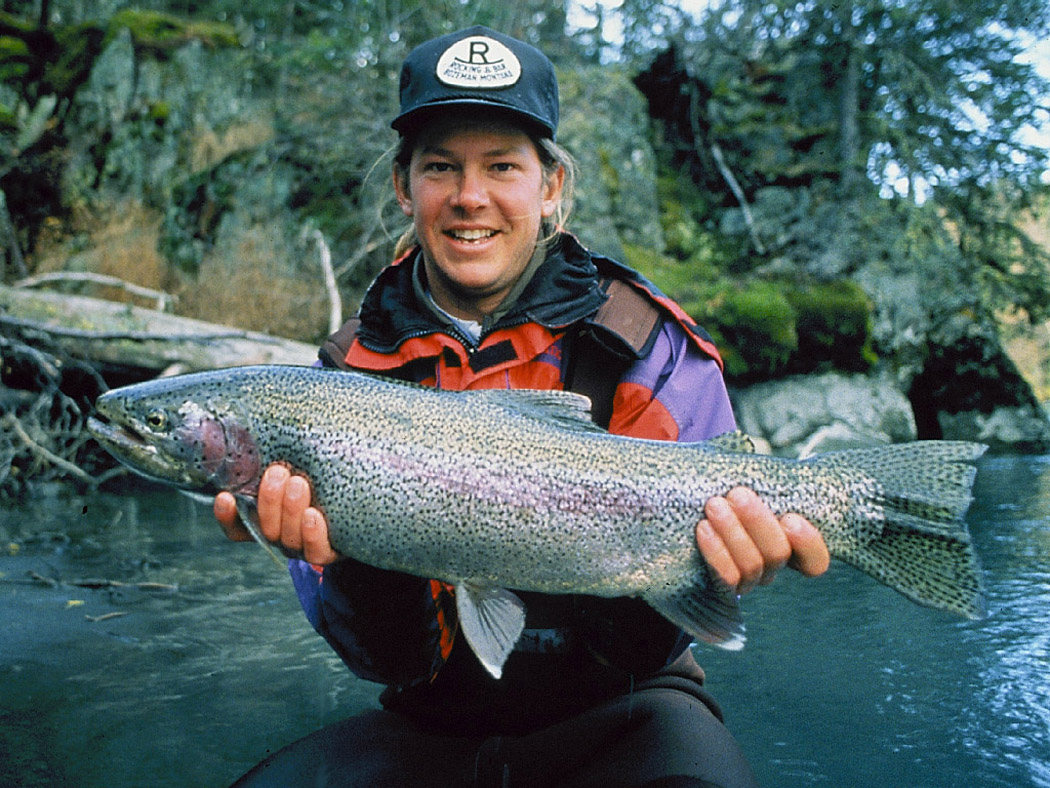
Captura d'un exemplar de truita arc de Sant Martí

La forma adulta d'aigua dolça present als rius té un pes d'entre 0,5 i 2,3 kg, mentre que la forma anàdroma i la que habita en llacs pot arribar fins a 9 kg. La longitud màxima registrada és de 120 cm, encara que la longitud mitjana és de 60 cm. 
Les formes anàdromes viuen aproximadament 11 anys, mentre que les formes d'habitatge lacustre i d'aigua dolça solen viure un màxim de 6 anys.
Tenen forma de torpede i generalment de color blau-verd o groc-verd amb petites taques negres al dors i a les aletes i amb una ratlla rosada al llarg de la línia lateral més intensa en els mascles. Les formes que habiten en llacs i les formes anàdromes tenen un color platejat sense presència de la característica banda vermella.

## Descoberta i taxonomia
L'espècie va ser originalment descrita pel naturalista alemany Johann Julius Walbaum el 1792 a partir d'exemplars trobats a la península de Kamtxatka de Sibèria.
El nom de l'espècie, mykiss, deriva del nom utilitzat per al peix a Kamtxatka, mykizha. El nom del gènere, Oncorhynchus, prové del grec Onkos i Rynchos ("nas"), en referència a la mandíbula en forma de ganxo dels mascles durant la temporada d'aparellament.
Sir John Richardson, naturalista escocès, anomenà un exemplar d'aquesta espècie com Salmo gairdneri el 1836 per a honrar a Meredith Gairdner, cirurgià de la Companyia de la Badia de Hudson, que va proporcionar els exemplars a Richardson. En 1855, William P. Gibbons, comissari de geologia i mineralogia a l'Acadèmia de les Ciències de Califòrnia, l'anomenà Salmo iridia (del llatí: arc de Sant Martí), més tard anomenat com Salmo irideus. Si bé, al final es va determinar que la descripció de Walbaum tenia precedència, de manera que l'espècie Oncorhynchus mykiss es va convertir en el nom científic de la truita arc iris. Les espècies irideus i gairdneri van ser adoptades com a subespècies.

### Filogènia i genòmica
El genoma ancestral de tots els peixos teleostis va experimentar una duplicació de tot el genoma (whole-genome duplication, WGD) fa entre 225 i 333 milions d'anys anomenada Ts3R. Aquesta duplicació va ser precedida per dos esdeveniments més grans de WGD comuns a tots els vertebrats ossis. Després d'aquest tipus d'esdeveniments, els genomes resultants retenen eventualment una petita proporció dels gens duplicats mitjançant un procés anomenat fraccionament genètic.
Els salmònids com Oncorhynchus mykiss són d'interès particular per estudiar aquests tipus d'esdeveniments donat que han estat sotmesos a una recent WGD fa entre 25 a 100 milions d'anys anomenada Ss4R. Particularment, fins i tot després de 100 milions d'anys d'evolució, els dos genomes ancestrals d'Oncorhynchus mykiss han conservat la meitat dels gens codificants per proteïnes com a còpies duplicades. Sorprenentment, gairebé tot el miRNA s'ha conservat com a còpies duplicades.

### Subespècies
Les subespècies d'Oncorhynchus mykiss es detallen a continuació (el nom de les subespècies ha estat traduït de l'anglès):
| Grup                                     | Nom comú                                          | Nom científic | Hàbitat |
| ---------------------------------------- | ------------------------------------------------- | --- | --- |
| Truita Arc Sant Martí de Kamtxatka       | Truita Arc Sant Martí de Kamtxatka                | O. m. mykiss | Península de Kamtxatka, esporàdicament al Mar d'Okhotsk                                                                             |
| Formes de la costa                       | Truita Arc Sant Martí Costanera                   | O. m. irideus | Tributaris de l'Oceà Pacífic de les illes Aleutianes a Alaska, al sud del sud de Califòrnia                                         |
| Formes de la costa                       | Truita Beardslee                                  | O. m. irideus var. beardsleei (no una veritable subespècie, sinó una varietat genètica d'habitatge lacustre de la truita rainbow costanera) | Llac Crescent, Washington |
| Formes de banda vermella (Redband trout) | Truita de banda vermella del riu Columbia         | O. m. gairdneri | Riu Columbia i tributaris a Montana                                                                                                 |
| Formes de banda vermella (Redband trout) | Truita Arc Sant Martí Athabasca                   | O. m. spp., considerat com una forma d'O. m. gairdneri                                                                                      | Capçalera del riu Athabasca a Alberta                                                                                               |
| Formes de banda vermella (Redband trout) | Truita de banda vermella del riu McCloud          | O. m. stonei | riu McCloud i els seus tributaris al Nord de Califòrnia                                                                             |
| Formes de banda vermella (Redband trout) | Truita de banda vermella del Rierol Sheepheaven   | O. m. spp | Rierol Sheepheaven i el rierol de Swamp                                                                                             |
| Formes de banda vermella (Redband trout) | Truita de banda vermella de la Gran Conca         | O. m. newberrii | Sud-est de Oregon, part de Califòrnia i Nevada                                                                                      |
| Formes de banda vermella (Redband trout) | Truita del Llac Eagle                             | O. m. aquilarum | Llac Eagle i Comtat de Lassen |
| Formes de banda vermella (Redband trout) | Truita Arc Sant Martí Kamloops                    | O. m. kamloops strain | Llacs de Columbia Britànica (llac Kamloops i llac Krootenay)                                                                        |
| Truita daurada del riu Kern              | Truita Arc Sant Martí del riu Kern                | O. m. gilberti | riu Kern i tributaris del Comtat de Tulare, Califòrnia                                                                              |
| Truita daurada del riu Kern              | Petita Truita daurada del riu Kern                | O. m. whitei | riu Petit Kern i els seus tributaris                                                                                                |
| Truita daurada del riu Kern              | Truita daurada de California                      | O. m. aguabonita | riu Kern i els seus tributaris |
| Formes de Mèxic                          | Truita Arc Sant Martí Mexicana (Truita de Nelson) | O. m. nelsoni | En estudi |
| Formes mutades                           | Truita Arc Sant Martí Daurada Palomino            | Generada a partir d'un variant de color mutada d'O. mykiss que es va originar en un criador de peixos de l'est de Virgínia el 1955.         | Generada a partir d'un variant de color mutada d'O. mykiss que es va originar en un criador de peixos de l'est de Virgínia el 1955. |

## Ecologia
Els exemplars adults d'aigua dolça viuen en aigües fredes, estuaris, rius i llacs. Les formes anàdromes viuen en rierols costaners a una profunditat d'entre 0 i 200 metres.
La forma nativa d'Oncorhynchus mykiss es troba a les aigües costaneres i a les ribes tributàries de la conca del Pacífic. L'hàbitat nadiu de la truita de l'arc iris costanera (O. m. Irideus) s'estén pel nord de la conca del Pacífic en els afluents del mar de Bering, mentre que l'hàbitat de la truita de banda vermella (O. m. gairdneri) s'estenen cap a l'est del riu Mackenzie Superior i el riu Peace, al Canadà i cap a l'oceà Àrtic.
No obstant, avui en dia Oncorhynchus mykiss ha estat introduït en tots els continents excepte l'Antàrtida amb finalitat esportiva o alimentària.
La truita arc de Sant Martí és un depredador de dieta variada. S'alimenten d'insectes aquàtics, ous de peix i formes adultes d'insectes terrestres (grills, formigues, llagostes i escarabats) que cauen a l'aigua. Altres preses inclouen: peixos petits, calamars, gambes i altres crustacis. Fins i tot poden menjar carn descomposta d'altres peixos. Algunes formes de llac també s'alimenten de plàncton.

### Presència als Països Catalans
Va ser introduïda als Països Catalans a principis del segle xx, a partir de poblacions portades de l'Europa central, i des d'aleshores continua la seva repoblació per a fins esportius. És mantingut de bon grat també a piscifactories.
Es pot trobar en pantans com Sant Ponç i Oliana. Tanmateix, solament consta que es reprodueixi a Catalunya en el Matarranya. També és present a les capçaleres de la riera de Merlès i a la Tordera.

### Reproducció
La truita de l'arc de Sant Martí generalment fresa el setembre-novembre a l'hemisferi sud i el juny a l'hemisferi nord quan la temperatura de l'aigua arriba almenys als 6 °C.

#### Forma d'aigua dolça
La truita arc de Sant Martí d'aigua dolça i de llac habita en rius o llacs poc profunds, ben oxigenats i amb un llit de grava. El lloc d'engendrament sol ser la mencionada base de grava. Les femelles solen produir 2.000-3.000 ous/kg. Durant el desovar, els ous cauen en espais entre la grava. A mesura que els ous són alliberats per la femella, un mascle es mou al costat i diposita esperma per fertilitzar-los. Els ous es desclouen a les 4-7 setmanes. En aproximadament dues setmanes, el peix nounat o aleví comença a alimentar-se de zooplàncton. A mesura que creixen, comencen a desenvolupar marques "parr", unes barres fosques verticals. En aquesta fase juvenil, les truites immadures sovint es denominen "parr".

#### Forma de cap d'acer (Steelhead)
La forma anàdroma de O. mykiss, és coneguda com cap d'acer (Steelhead) al Canadà i els Estats Units d'Amèrica. Aquesta variant retorna al seu origen per a engendrar.
La jove truita pateix una sèrie de modificacions fisiològiques per permeten la supervivència a aigua del mar en un procés conegut com a "smoltificació". Aixímateix, la jove truita roman al riu durant 1-3 anys abans de migrar cap al mar.
Existeixen dues formes generals de truites de cap d'acer: "cap d'acer d'estiu" i "cap d'acer d'hivern". Les truites de cap d'acer d'estiu marxen de l'oceà entre maig i octubre, abans de completar la seva maduració. Maduren en aigua dolça mentre es dirigeixen als llocs de desovar, que es dona a la primavera. En canvi, les truites cap d'acer d'hivern marxen de l'oceà quan ja estan completament desenvolupades, entre novembre i abril, i desoven just en tornar a l'aigua dolça. Una vegada la truita arriba als terrenys de fresa adequats, es reprodueix com la forma de aigua dolça.

### Especie invasora
Oncorhynchus mykiss es considerada una espècie invasora que actualment està creant un problema ecològic a causa de la seva recent introducció. Les poblacions introduïdes poden afectar les espècies autòctones per competició pels recursos naturals, per transmissió de malalties contagioses (com la malaltia de Whirling), o per hibridació entre espècies i subespècies estretament relacionades, reduint així la puresa genètica. No obstant això, la seva introducció a les aigües prèviament desproveïdes de qualsevol espècie de peix o amb poblacions empobrides de peixos autòctons han creat pesqueres esportives com els Grans Llacs del Nord d'Amèrica.
Actualment s'inclou a la «llista de les 100 espècies mundialment invasives». El 2003 es va incloure al Catàleg Espanyol d'Espècies Exòtiques Invasores, prohibint-se a Espanya la seva introducció en el medi natural, tant en el territori nacional com a les zones jurisdiccionals marines.

### Malalties

#### Malaltia de Whirling
Myxobolus cerebralis és un paràsit de salmònids que causa la malaltia de Whirling en salmó i truita. El paràsit infecta els seus amfitrions amb les seves cèl·lules després de penetrar-les amb filaments polars. La malaltia afecta peixos juvenils i causa deformacions esquelètiques i dany neurològic.
Aquest paràsit originalment era un patogen de la truita marró a Europa central i altres salmònids del nord-est d'Àsia, si bé, la truita de l'arc iris és particularment susceptible i pot arribar a provocar l'eliminació de cohorts senceres de peixos.
Aquesta malaltia amenaça principalment la pesca recreativa, que és important per a la indústria turística, un component clau de les economies d'alguns estats occidentals dels Estats Units.

#### Malaltia entèrica de la boca vermella
La truita arc de Sant Martí és susceptible a la malaltia entèrica de la boca vermella causada per Yersinia ruckeri. La citada malaltia no infecta els humans. La malaltia es caracteritza per una hemorràgia subcutània a la boca, ulls i aletes. La malaltia de la boca vermella va ser descoberta per primera vegada a la truita de l'arc iris d'Idaho en els anys cinquanta.

## Conservació
Moltes de les subespècies de la truita arc iris, incloent O. m. irideus (truita arc iris costanera) i O. m. gairdneri han patit fenòmens de depleció a causa de la sobre-captura, la pèrdua d'hàbitat, les malalties, les espècies invasores, la contaminació i la hibridació amb altres subespècies. En conseqüència, algunes poblacions, especialment formes anàdromes, han estat classificades com en perill d'extinció, amenaçades o espècies de preocupació especial per part d'organismes estatals.
Entre les diverses entitats involucrades en la conservació de la truita arc de Sant Martí destaca el Salmon Wild Centre, una associació internacional de científics canadencs, nord-americans i americans, va patrocinar el Projecte Kamchatka Steelhead, un programa científic desenvolupat durant 20 anys (1994-2014) per estudiar i conservar la truita arc de Sant Martí nativa.

## Usos

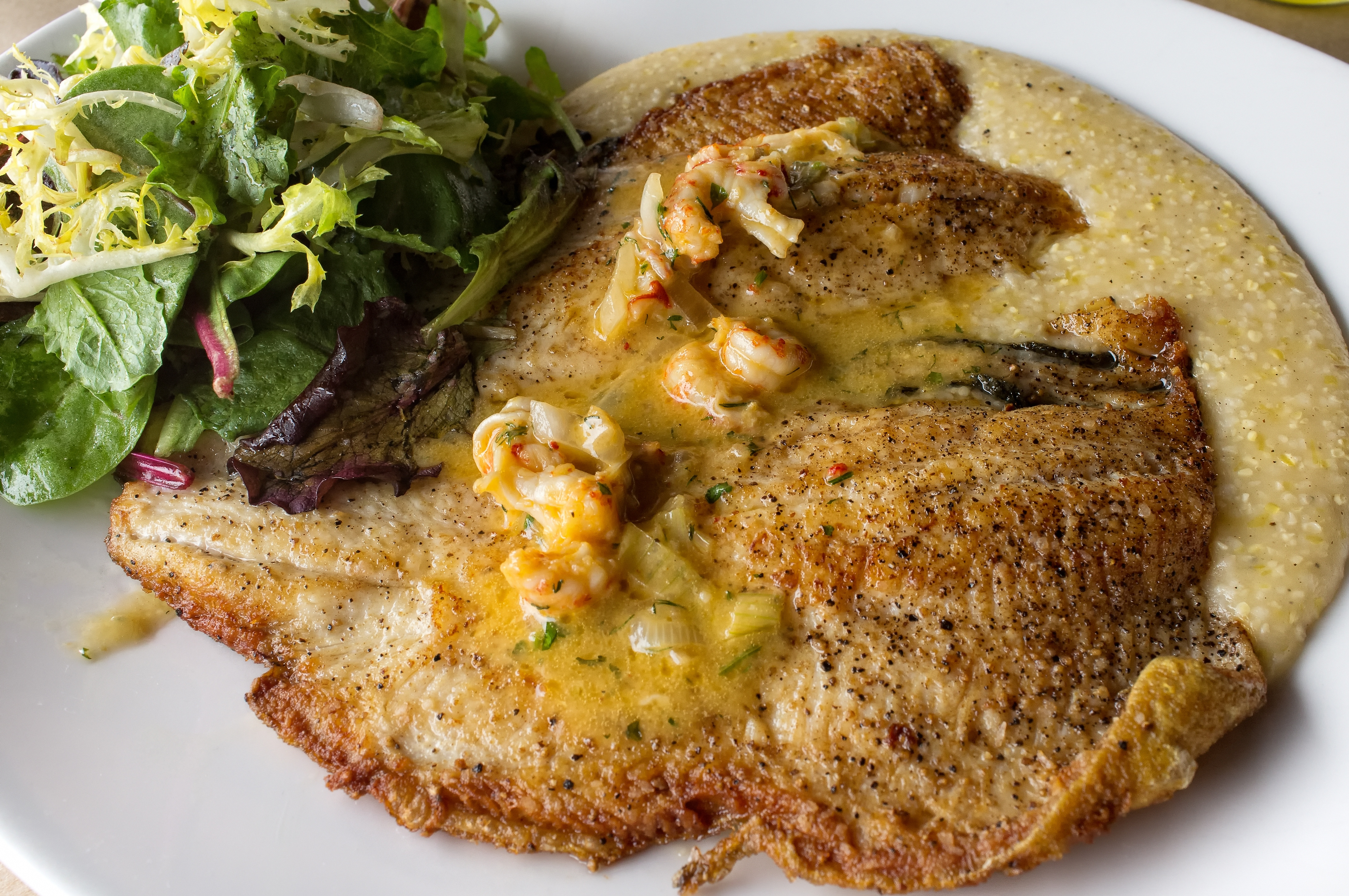
Plat preparat a partir de truita Arc Sant Martí

Oncorhynchus mykiss és una espècie de gran importància comercial i molt apreciada per la gastronomia. També s'utilitza àmpliament en la pesca esportiva i, de fet, aquesta espècie ha estat introduïda en molts cursos d'aigua per a aquest propòsit. Adicionalment, la truita arc de Sant Martí és una de les espècies de peixos més estudiades i s'utilitza àmpliament per a la recerca en molts camps com la carcinogènesi, la toxicologia, la immunologia, l'ecologia, la fisiologia i la nutrició.

### Propagació artificial
Des de 1870, la truita arc de Sant Martí s'ha propagat artificialment en eclosionadores. La primera es va establir al rierol San Leandro, afluent de la badia de San Francisco. 7 anys després es va crear una altra a Califòrnia, al rierol Campbell, afluent del riu McCloud. Particularment, a la eclosionadora del rierol Campbell es barregen els ous de truita arc de Sant Martí costanera amb els de truita de banda vermella del riu McCloud (O. m. Stonei). A més, part dels ous produït en aquesta eclosionadora es van traslladar a la eclosionadora de San Leandro, de manera que l'origen i la història genètica de les truites criades artificialment és diversa i complexa.
Actualment als Estats Units hi ha centenars de eclosionadores operades pel Servei de Pesca i Fauna Salvatge dels Estats Units que propaguen artificialment la truita arc de Sant Martí per a la pesca esportiva i de recreació.

### Piscifactories
Tot i que es la cria comercial es va establir a finals del segle xix, la producció no es va disparar fins als anys 50. L'any 2007 es van obtenir 604.695 tones de truites cultivades amb un valor de prop de 2.6 mil milions de $, essent el principal productor Xile. La producció de truita arc iris per subministrar mercats nacionals ha augmentat en països com Itàlia, Alemanya, Espanya, Dinamarca i França.
Els Estats Units produeixen prop del 7 per cent de la truita cultivada del món. La majoria de la producció dels Estats Units prové d'Idaho, essent Califòrnia i Washington els estats que més produeixen en segon i tercer lloc.